# Бёттигер, Карл Август
Карл Август Бёттигер (нем. Karl August Böttiger; 8 июля 1760, Райхенбах-им-Фогтланд — 17 ноября 1835, Дрезден) — немецкий филолог, археолог, педагог и писатель, одна из наиболее значимых личностей Веймара в начале XIX века. Отец историка Карла Вильгельма Бёттигера.

## Биография
Карл Август Бёттигер изучал филологию у Августа Вильгельма Эрнести в Лейпциге, но был вынужден прервать обучение в связи с финансовыми трудностями в семье. Занимал различные гофмейстерские должности и в 1784 году сдал экзамен на звание магистра в Виттенбергском университете. Уже в сентябре его назначили ректором губенской гимназии. В 1786 году Бёттигер женился на Каролине Элеоноре Адлер, дочери члена масонской ложи. В 1790 году у четы родился сын Карл Вильгельм. В 1791 году при посредничестве Иоганна Готфрид Гердера Бёттигер получил назначение ректором веймарской гимназии. В Веймаре Бёттигер быстро обзавёлся знакомствами в нужных кругах. Тесная дружба связывала Бёттигера на протяжении всей жизни с Кристофом Мартином Виландом, а также с закадычным другом Гёте Карлом Людвигом фон Кнебелем и близким к Гёте Иоганном Генрихом Мейером. В сотрудничестве с Мейером Бёттигер опубликовал несколько трудов по археологии. Бёттигер умер в 1835 году в Дрездене.

## Творчество
Если после обучения в университете Бёттигер в основном писал небольшие сочинения по педагогике, то в Веймаре он всё больше публиковал филологические и археологические работы. Помимо этого Бёттигер развернул обширную журналистскую деятельность.
В Веймаре Бёттигер вступил в конфликт с Гёте, которому прежде помогал своими консультациями. Свой роман «Герман и Доротея» Гёте давал просмотреть Бёттигеру до публикации. Конфликт стал явным в 1803 году в связи с постановкой в Веймарском придворном театре трагедии Августа Вильгельма Шлегеля «Ион». Бёттигер написал на постановку ироническую рецензию, публикации которой Гёте препятствовал. В 1804 году Бёттигер покинул Веймар и отправился в Дрезден, где у него были влиятельные друзья. В 1814 году он получил штудиендиректором Рыцарской академии и старшим инспектором музея античности в Дрездене, читал в своём дрезденском доме лекции по античности и публиковался в местных вечерних газетах. Бёттигер считается одним из представителей дрезденского бидермейера. Он являлся членом французской Академии надписей и изящной словесности, многих других национальных и международных академий (в том числе был почётным членом Петербургской Академии наук). Бёттигер входит в круг наиболее влиятельных людей эпохи Гёте.